# Де Рандами, Жермейн
Жермейн де Рандами (нидерл. Germaine de Randamie) — голландская спортсменка, профессиональный кикбоксер и боец смешанных единоборств, которая выступала в Ultimate Fighting Championship (UFC) в легчайшей и полулегкой весовых категориях. Являлась чемпионкой в женском полулегком дивизионе UFC.

## Кикбоксинг
Де Рандами выступала в кикбоксинге с рекордом 46-0, включая 30 нокаутов.

## Карьера в смешанных единоборствах

### Ранняя карьера
Де Рандами дебютировала в ММА 19 декабря 2008 года на Revolution Fight Club 2. Она встретилась с Ванессой Порто и потерпела поражение сдачей (рычаг локтя) в первом раунде.
11 сентября 2010 года Де Рандами одержала свою первую победу в ММА, победив Николь Джонсон единогласным решением судей на Playboy Fight Night 5.

### Strikeforce
Де Рандами дебютировала в Strikeforce 29 января 2011 года на Strikeforce: Diaz vs. Cyborg против Стефани Уэббер. Де Рандами победила нокаутом в первом раунде.
Затем Де Рандами встретилась с Джулией Бадд в матче-реванше по Муай-тай на Strikeforce Challengers 16: Fodor vs. Terry 24 июня 2011 года. Она потерпела поражение единогласным решением судей.
18 августа 2012 года Де Рандами встретилась с Хироко Яманакой на Strikeforce: Rousey vs. Kaufman. Она выиграла бой единогласным решением судей.

### Ultimate Fighting Championship

#### Легчайший вес
18 апреля 2013 года было объявлено, что де Рандами дебютирует в Ultimate Fighting Championship 27 июля.
Де Рандами дебютировала в бою против Джули Кедзи на UFC on Fox 8. Полагаясь в основном на работу в клинче, Жермен выиграла бой раздельным решением судей.
В следующем бою Де Рандами встретилась с Амандой Нуньес на UFC Fight Night 31 6 ноября 2013 года. Она проиграла бой техническим нокаутом в первом раунде.
Де Рандами встретилась с Лариссой Пачеко на UFC 185 14 марта 2015 года. Она выиграла бой техническим нокаутом во втором раунде.

#### Полулегкий вес
11 февраля 2017 года Де Рандами встретилась с бывшей чемпионкой в легчайшем весе Холли Холм на UFC 208 в бою за учрежденный титул чемпионки UFC в полулегком весе. Она выиграла бой единогласным решением судей. В конце второго и третьего раундов Де Рандами продолжала наносить удары после того, как прозвучал сигнал об окончании раунда. Первый из этих ударов был нанесен правой рукой, которая заметно поколебала Холм, которая уже прекратила борьбу. Рефери, однако, ни в том, ни в другом случае не снял с Де Рандами балл, что повлияло на результат боя и вызвало критику со стороны президента UFC Даны Уайта. Из средств массовой информации, которые сообщали об этом бое, 14 из 23 отдали победу в пользу Холм. После боя Де Рандами заявила, что удары после сигнала были непреднамеренными. Холм заявила, что, по ее мнению, удары Де Рандами после сигнала были преднамеренными.

#### Лишение титула
В конце мая Де Рандами опубликовала заявление в социальных сетях о том, что она планирует вернуться в легчайший дивизион и отказывается от боя с Крис Сайборг. Ее решение о нежелании драться с Сайборг вызвало критику со стороны многих СМИ, заявивших, что она избегает боя и игнорирует свою ответственность как чемпиона сражаться с любыми претендентами. В свою очередь, промоушен лишил ее титула в июне 2017 года. Вместо этого, недавно подписанная Меган Андерсон заменила ее и должна была встретиться с Сайборг в бою за титул чемпионки UFC в полулегком весе на UFC 214, прежде чем саму Андерсон заменила чемпионка Invicta в легчайшем весе Тоня Эвинджер.

#### Возвращение в легчайший вес
Ожидалось, что Де Рандами встретится с Марион Рено 2 сентября 2017 года на UFC Fight Night 115. Однако Де Рандами выбыла, сославшись на травму, и была заменена Талитой Бернардо.
Бой против Кетлин Виейры был анонсирован на UFC Fight Night 125 3 февраля 2018 года. Однако бой вскоре был отменен из-за травмы руки, полученной Де Рандами.
Де Рандами встретилась с бывшей претенденткой на титул Ракель Пеннингтон на UFC Fight Night 139 10 ноября 2018 года. Она выиграла бой единогласным решением судей.
8 марта 2019 года де Рандами подписал новый контракт с UFC на 6 боев.
Де Рандами встретилась с Аспен Лэдд 13 июля 2019 года на UFC Fight Night 155. Она выиграла бой техническим нокаутом в первом раунде всего за 16 секунд.
14 декабря 2019 года на UFC 245 Де Рандами встретилась с Амандой Нуньес в матче-реванше за титул чемпионки UFC в легчайшем весе. Она проиграла бой единогласным решением судей.
Де Рандами встретилась с Джулианной Пеньей 4 октября 2020 года на UFC на ESPN: Holm vs. Aldana. Де Рандами победила Пенью сдачей (гильотина), что стало первой победой приёмом в ее карьере. Эта победа принесла ей бонус за выступление вечера. 
Ожидалось, что Де Рандами в следующий раз встретится с Ирен Алданой на UFC 268 6 ноября 2021 года в Нью-Йорке, штат Нью-Йорк. Однако Де Рандами снялась в начале сентября из-за травмы.

## Личная жизнь
Де Рандами родилась в Утрехте в семье афро-суринамского отца и голландской матери.
Де Рандами является офицером полиции в Нидерландах и работала медсестрой-психиатром до того, как стать офицером полиции. 
Де Рандами нокаутировала мужчину по имени Том Уас, который был на 40 фунтов тяжелее её, в боксерском поединке.
В настоящее время она живет в Утрехте со своей девушкой. В сентябре 2022 года Де Рандами объявила, что беременна первым ребенком.

## Титулы и достижения

### Кикбоксинг/Тайский бокс
- Чемпионка мира WIKBA (2005/2006/2008)[1][2][3]
- Чемпионка мира IMTF (2005)[1]
- Европейская чемпионка WPKL (2003)[4]
  - Рекорд среди женщин по количеству побед подряд (37)[3]

### Смешанные единоборства
- Ultimate Fighting Championship
  - Первая чемпионка в женском полулегком дивизионе
  - Обладательница премии «Выступление вечера» (один раз) против Анны Элмос

## Статистика боёв
| Боёв 15  | Побед 10 | Поражений 5 |
| -------- | -------- | ----------- |
| Нокаутом | 4        | 1           |
| Сдачей   | 1        | 1           |
| Решением | 5        | 3           |

| Результат | Рекорд | Соперник          | Способ                                       | Турнир                                       | Дата             | Раунд | Время | Место                  | Примечание |
| --------- | ------ | ----------------- | -------------------------------------------- | -------------------------------------------- | ---------------- | ----- | ----- | ---------------------- | --- |
| Поражение | 10–5   | Норма Дюмон       | Единогласное решение                         | UFC Fight Night: Аллен vs. Кёртис 2          | 6 апреля 2024    | 3     | 5:00  | Лас-Вегас, Невада, США | |
| Победа    | 10–4   | Джулианна Пенья   | Техническая сдача (гильотина)                | UFC on ESPN: Холм vs. Алдана                 | 4 октября 2020   | 3     | 3:25  | Абу-Даби, ОАЭ          | «Выступление вечера» (2) |
| Поражение | 9-4    | Аманда Нунис      | Единогласное решение                         | UFC 245                                      | 14 декабря 2019  | 5     | 5:00  | Лас-Вегас, США         | Бой за титул чемпионки UFC в женском легчайшем весе. |
| Победа    | 9-3    | Аспен Лэдд        | Технический нокаут (удары)                   | UFC Fight Night: де Рандами vs. Лэдд         | 13 июля 2019     | 1     | 0:16  | Сакраменто, США        | Официальное возвращение в легчайший вес. |
| Победа    | 8-3    | Ракель Пеннингтон | Единогласное решение                         | UFC Fight Night: Korean Zombie vs. Rodríguez | 10 ноября 2018   | 3     | 5:00  | Денвер, США            | Изначально бой в легчайшем весе (61,2 кг). Позже бой в открытом весе 62,6 кг (Пеннингтон не сделала вес).                                                                    |
| Победа    | 7-3    | Холли Холм        | Единогласное решение                         | UFC 208                                      | 11 февраля 2017  | 5     | 5:00  | Бруклин, США           | Возвращение в полулегкий вес. Завоевала введённый титул чемпионки UFC в женском полулёгком весе. Позднее была лишена пояса из-за отказа в защите титула против Крис Сайборг. |
| Победа    | 6-3    | Анна Элмос        | Технический нокаут (удар коленом по корпусу) | UFC Fight Night: Overeem vs. Arlovski        | 8 мая 2016       | 1     | 3:46  | Роттердам, Нидерланды  | «Выступление вечера» (1) |
| Победа    | 5-3    | Ларисса Пачеко    | Технический нокаут (удары)                   | UFC 185                                      | 14 марта 2015    | 2     | 2:02  | Даллас, США            | |
| Поражение | 4-3    | Аманда Нунис      | Технический нокаут (удары локтями)           | UFC: Fight for the Troops 3                  | 6 января 2013    | 1     | 3:56  | Форт Кэмпбэлл, США     | |
| Победа    | 4-2    | Джули Кедзи       | Раздельное решение                           | UFC on Fox: Johnson vs. Moraga               | 27 июля 2013     | 3     | 5:00  | Сиэтл, США             | Возвращение в легчайший вес. |
| Победа    | 3-2    | Хироко Яманака    | Единогласное решение                         | Strikeforce: Rousey vs. Kaufman              | 18 августа 2012  | 3     | 5:00  | Сан-Диего, США         | |
| Поражение | 2-2    | Джулия Бадд       | Единогласное решение                         | Strikeforce Challengers: Fodor vs. Terry     | 24 июня 2011     | 3     | 5:00  | Кент, США              | Дебют в полулегком весе. |
| Победа    | 2-1    | Стефани Уэббер    | Нокаут (удар коленом)                        | Strikeforce: Diaz vs. Cyborg                 | 29 января 2011   | 1     | 4:25  | Сан-Хосе, США          | |
| Победа    | 1-1    | Николь Джонсон    | Единогласное решение                         | Playboy Fight Night 5                        | 11 сентября 2010 | 3     | 5:00  | Лос-Анджелес, США      | |
| Поражение | 0-1    | Ванесса Порто     | Болевой приём (рычаг локтя)                  | Revolution Fight Club 2                      | 19 декабря 2008  | 1     | 3:36  | Майами, США            | Дебют в легчайшем весе. |